# Doti (dystrykt)

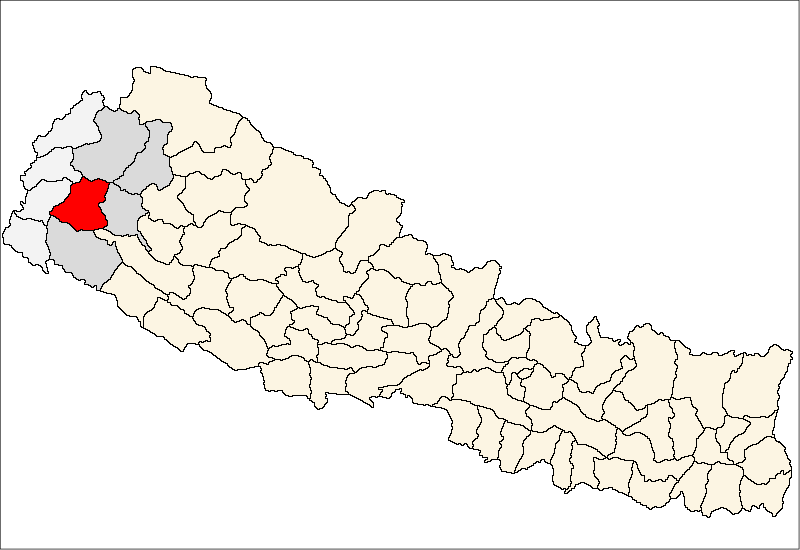
Dystrykt Doti

Dystrykt Doti (nep. डोटी) – jeden z siedemdziesięciu pięciu dystryktów Nepalu. Leży w strefie Seti. Dystrykt ten zajmuje powierzchnię 2025 km², w 2001 r. zamieszkiwało go 207 066 ludzi. Stolicą jest Dipayal.